# Thysanomitrion pterotoneuron
Thysanomitrion pterotoneuron là một loài rêu trong họ Dicranaceae. Loài này được Müll. Hal. Müll. Hal. mô tả khoa học đầu tiên năm 1900.